# Amy Thomson
Amy Thomson (* 28. Oktober 1958 in Miami, Florida) ist eine US-amerikanische Schriftstellerin.

## Leben
Amy Thomson wuchs in Miami, Florida auf. Nach Abschluss der High School studierte sie an der University of Idaho in Moscow. 1984 nahm sie am Clarion West Writers’ Workshop teil. Sie lebt in Seattle, Washington und ist verheiratet mit dem Science-Fiction-Autor Edd Vick.

## Romane
Ihr erster Roman, Virtual Girl, erschien 1993 bei Ace Books in seiner Erstausgabe als Taschenbuch. Amy Thomson erhielt für diesen Roman 1994 den John W. Campbell Award for Best New Writer in Science Fiction. Des Weiteren war er 1993 in der Erstnominierungsliste für den James Tiptree, Jr. Award und wurde 1994 für den Prometheus Award nominiert. Beim Locus Award für Romanerstlinge landete Virtual Girl auf dem fünften Platz. Der Roman handelt von einem Roboter mit künstlicher Intelligenz, der als weibliche Entität kreiert wurde, obdachlos wird und damit zurechtkommen muss. Zur Recherche arbeitete Amy Thomson als Volontärin im Angeline's Day Center for Homeless Women, einem Obdachlosenasyl der YWCA in Seattle.
Ihr zweiter Roman, The Color of Distance, wurde 1995 für den Philip K. Dick Award nominiert. Das Buch ist ein ökologischer Science-Fiction-Roman und handelt von einem Erstkontakt mit einer fremden amphibischen Lebensform. Ein Teil der Einnahmen des Verlages wurde für die Erhaltung des Regenwaldes gespendet. Through Alien Eyes, vier Jahre später erschienen, ist eine Fortsetzung von The Color of Distance. Ihr vierter Roman, Storyteller, handelt von der gegenseitigen Beziehung zwischen einer Frau und ihrem adoptierten, ehemals obdachlosen Kind. Für die Novelette Buddha Nature erhielt sie 2014  den Analog Award.

## Werke
- Virtual Girl. Ace Books, New York 1993, ISBN 0-441-86500-3.
- The Color of Distance. Ace Books, New York 1995, ISBN 0-441-00244-7.
- Through Alien Eyes. Ace Books, New York 1999, ISBN 0-441-00617-5.
- Storyteller. Ace Books, New York 2003, ISBN 0-441-01094-6.